# 托尼·陶莱尔
托尼·陶莱尔（西班牙語：Toni Tauler，1974年4月11日—），西班牙男子自行车运动员。他曾代表西班牙参加2000年和2008年夏季奥林匹克运动会自行车比赛，其中2008年奥运会获得一枚银牌。